# Portret Manueli Isidry Téllez-Girón, przyszłej księżnej Abrantes

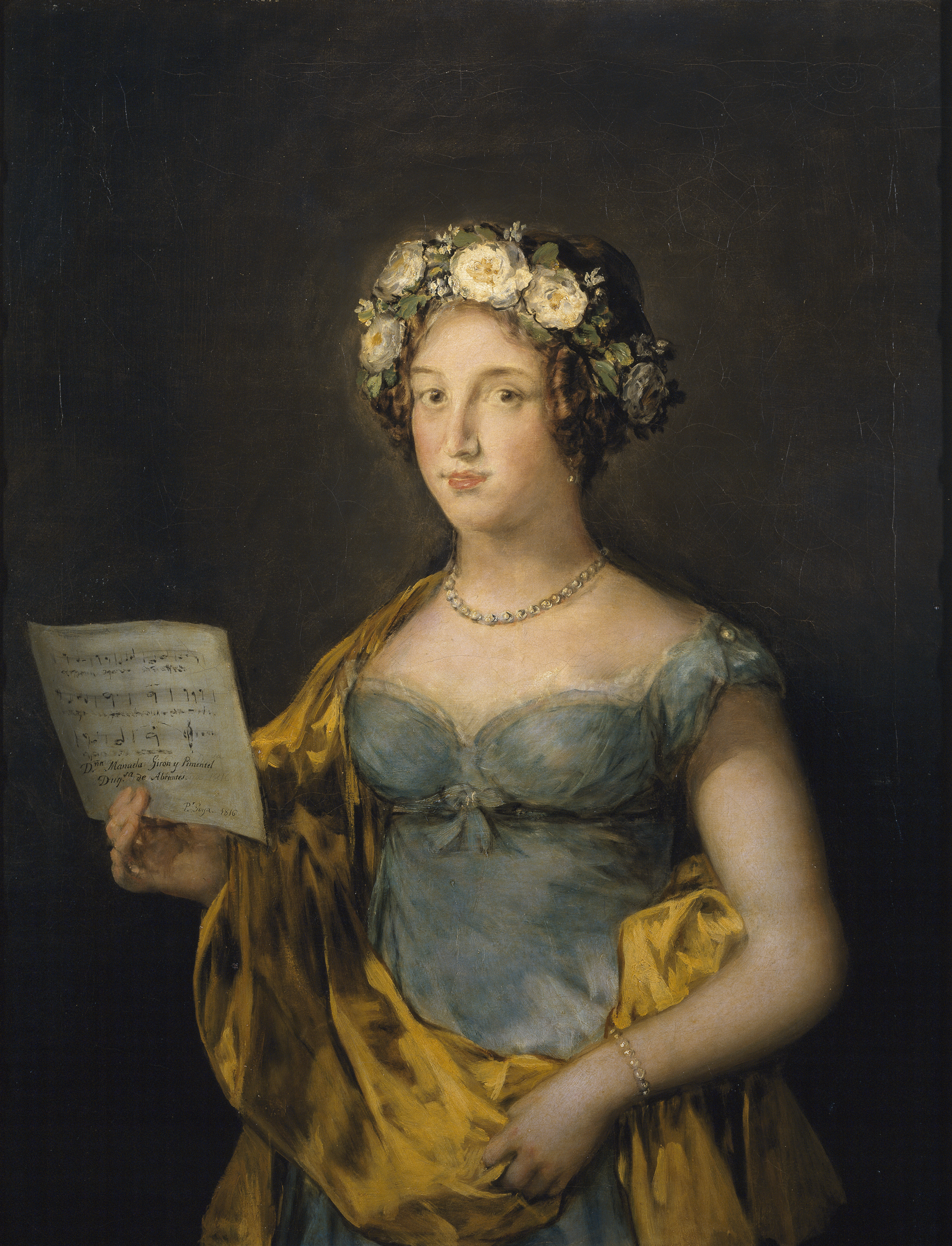
Portret księżnej Abrantes, Francisco Goya, 1816

Portret Manueli Isidry Téllez-Girón, przyszłej księżnej Abrantes (hiszp. Manuela Isidra Téllez-Girón, futura duquesa de Abrantes) – obraz olejny z 1797 roku namalowany przez Agustína Esteve. Dziecięcy portret przedstawia hiszpańską arystokratkę Manuelę Isidrę Téllez-Girón y Alfonso Pimentel i znajduje się w kolekcji Muzeum Prado.

## Manuela Isidra Téllez-Girón y Pimentel
María Manuela Isidra Téllez-Girón y Alfonso-Pimentel, przyszła księżna Abrantes (1793–1838), była najmłodszą córką Pedra de Alcántara Téllez-Girón, IX księcia Osuny i Maríi Josefy Pimentel y Téllez-Girón. W 1813 poślubiła Ángela Maríę de Carvajal y Fernández de Córdoba, VIII księcia Abrantes, ich jedyny syn odziedziczył tytuł ojca. Podobnie jak jej rodzeństwo została wychowana w duchu oświecenia. Pasjonowała się muzyką, zwłaszcza śpiewem. Kiedy miała 19 lat sportretował ją Francisco Goya, przedstawiając ją z partyturą (Portret księżnej Abrantes).

## Okoliczności powstania
W ostatniej ćwierci XVIII wieku Esteve był jednym z najbardziej wziętych malarzy portrecistów wśród dworskiej arystokracji, popularnością ustępował jedynie Goi. Był ceniony za portrety dziecięce, namalował między innymi dwóch synów hrabiego Altamiry i córki księcia Montemar. Wśród jego mecenasów szczególną rolę odegrali należący do czołowych przedstawicieli hiszpańskiego oświecenia książę i księżna Osuny – Pedro i María Josefa Pimentel y Téllez-Girón, rodzice sportretowanej Manueli. Obraz powstał latem 1797, kiedy dziewczynka miała trzydzieści dwa miesiące. Rok później Esteve sportretował także dwie starsze córki książąt Josefę Manuelę i Joaquinę.

## Opis obrazu
Portret Manueli charakteryzuje nowoczesna koncepcja przejawiająca się w sposobie malowania i intymnej atmosferze. Manuela została przedstawiona en pied na niemal całkowicie neutralnym tle, jedynie zarys ścian sugeruje, że postać znajduje się w jakimś pomieszczeniu. Bosa, ma na sobie przejrzystą, białą sukienkę bez halki, prawdopodobnie jest to strój nocny ozdobiony wstążką na potrzeby portretu. W ręce trzyma lalkę. Uśmiecha się i patrzy na widza dużymi, czarnymi oczyma. Był to portret przeznaczony do kontemplacji w przestrzeni prywatnej, o czym świadczy także fakt, że po śmierci księcia Osuny nie zawisł w salonie pałacu obok dwóch portretów jej sióstr, lecz w gabinecie księżnej.

## Proweniencja
Obraz pierwotnie należał do księżnej Osuny, matki Manueli, a następnie do samej portretowanej. Kolejnymi właścicielami byli jej syn Pedro de Alcántara Carvajal y Téllez-Girón, IX markiz de Villalba de los Llanos; oraz markiz de Arneva. W 2017 Muzeum Prado zakupiło obraz z prywatnej kolekcji dzięki funduszom z darowizny Óscara Alzagi.